# 日本国との平和条約に基づき日本の国籍を離脱した者等の出入国管理に関する特例法
日本国との平和条約に基づき日本の国籍を離脱した者等の出入国管理に関する特例法（にほんこくとのへいわじょうやくにもとづきにほんのこくせきをりだつしたものとうのしゅつにゅうこくかんりにかんするとくれいほう、平成3年5月10日法律第71号）は、特別永住者に関する日本の法律である。通称は入管特例法、入国管理特例法と呼ばれる。
1991年（平成3年）5月10日に公布された。特別永住者（平和条約国籍離脱者とその子孫）について退去強制、再入国許可、登録証明書携帯義務の制裁、雇用対策法に基づく届出義務などの特例が規定されている。